# Campeonato Alemán de Fútbol 1906
El Campeonato Alemán de Fútbol 1906 fue la cuarta edición de dicho torneo. Participaron 7 equipos campeones de las ligas regionales de fútbol del Imperio alemán más el defensor del título, el Union 92 Berlin.

## Fase final

### Cuartos de final
| VfB Leipzig | 9 – 1 | SV Norden-Nordwest |

| SC Victoria Hamburg | 1 – 3 | Union 92 Berlin |

| SC Schlesien Breslavia | 1 – 7 | Berliner FC Hertha 92 |

| 1. FC Pforzheim | 4 – 2 t.s. | VfL Köln 1899 |

### Semifinales
| Berliner FC Hertha 92 | 2 – 3 | VfB Leipzig |

| Union 92 Berlin | 0 – 4 | 1. FC Pforzheim |

### Final
| VfB Leipzig | 2 – 1 | 1. FC Pforzheim |

|                                |
| Campeón VfB Leipzig 2.o título |